# Cyclophorus blepharolepis
Cyclophorus blepharolepis là một loài thực vật có mạch trong họ Polypodiaceae. Loài này được C. Chr. miêu tả khoa học đầu tiên năm 1905.